# Joachim Steinkamp

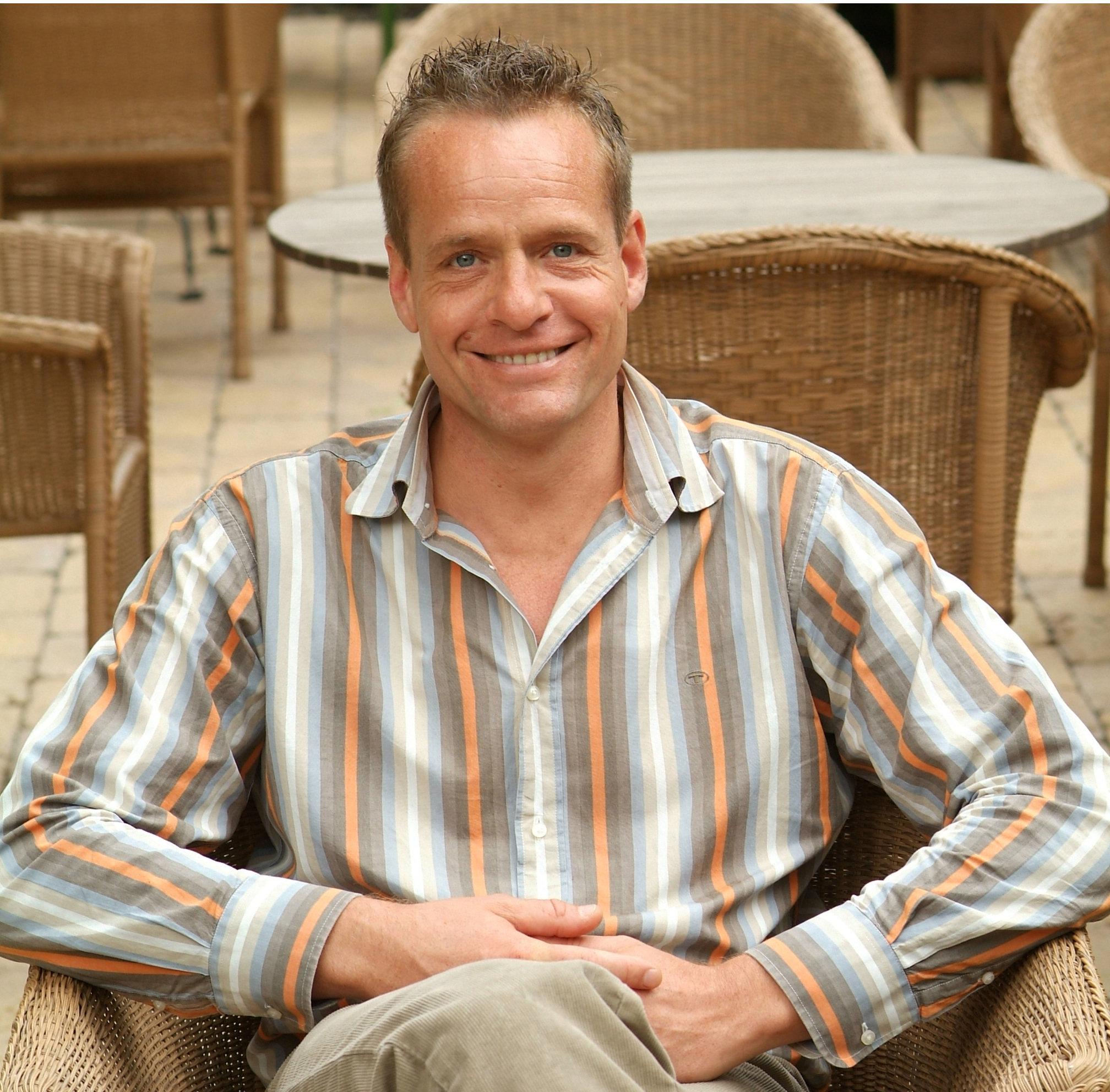
Joachim Steinkamp

Joachim Steinkamp ist der Gründer sowie von 1991 bis 1996 Chefredakteur der Wochenzeitung Neue Spezial, die sich ausschließlich unrecherchierten und nicht recherchierbaren Meldungen widmete. Er gilt damit als Erfinder des deutschen Phantasiejournalismus.
Steinkamp sorgte mit der Markteinführung des Blattes ab 1991 für eine grundlegende Trendwende des Lesers im Umgang mit Schlagzeilen und Berichten der sogenannten Boulevardpresse und hat diese durch seine Publikationen in Deutschland, den Niederlanden und Belgien nachhaltig beeinflusst.
1996 verschwand die Neue Spezial vom Markt. Seitdem arbeitet Steinkamp als freier Regisseur und Realisator für das deutsche Fernsehen.